# Robert Ilatow
Robert Ilatow (hebr.:	רוברט אילטוב, ang.: Robert Ilatov, ur. 12 listopada 1971 w Andiżanie) – izraelski inżynier, przedsiębiorca, samorządowiec i polityk, w latach 2006–2019 poseł do Knesetu z listy partii Nasz Dom Izrael.

## Życiorys
Urodził się 12 listopada 1971 w Andiżanie w Uzbeckiej Socjalistycznej Republice Radzieckiej. W 1985 wyemigrował do Izraela.
Służbę wojskową zakończył w stopniu sierżanta. Ukończył inżynierię przemysłową i zarządzanie na Uniwersytecie Telawiwskim, a następnie zarządzanie w samorządach na Uniwersytecie Bar-Ilana w Ramat Ganie.
Prowadził własne przedsiębiorstwo. W latach 1993–2003 był członkiem rady miejskiej Netanji, a w latach 2003–2006 wiceburmistrzem. W polityce związał się z partią Nasz Dom Izrael, skupiającą głównie emigrantów ze Związku Radzieckiego. Z listy ugrupowania został po raz pierwszy wybrany posłem w wyborach w 2006. W siedemnastym Knesecie przewodniczył komisji spraw gospodarczych i zasiadał w komisjach: spraw wewnętrznych i środowiska; konstytucyjnej, prawa i sprawiedliwości; ds. diaspory i absorpcji imigrantów; nauki i technologii oraz budownictwa. W 2009 uzyskał reelekcję, a w Knesecie osiemnastej kadencji stał na czele podkomisji ds. postępu naukowego w ważnych gałęziach przemysłu oraz był członkiem trzech komisji stałych: spraw zagranicznych i obrony; spraw gospodarczych oraz budownictwa. W wyborach w 2013 ponownie został wybrany posłem. W dziewiętnastym Knesecie zasiadał w komisjach: spraw zagranicznych i obrony; budownictwa; finansów; kontroli państwa; ds. diaspory i absorpcji imigrantów oraz spraw gospodarczych. W 2015 uzyskał reelekcję, a w XX Knesecie przewodniczył podkomisji ds. polityki zagranicznej i public relations. Był członkiem siedmiu komisji stałych: organizacyjnej; spraw zagranicznych i obrony; ds. diaspory i absorpcji imigrantów; spraw wewnętrznych i środowiska; spraw gospodarczych; budownictwa oraz ds. zatwierdzania sędziów. W kwietniu 2019 utracił miejsce w parlamencie.

## Życie prywatne
Mieszka w Netanji z żoną i trojgiem dzieci.